# Stade José-Nasazzi
Le stade José-Nasazzi (espagnol : Estadio José Nasazzi) est un stade de football situé à Montevideo, en Uruguay. 
Il appartient au Club Atlético Bella Vista depuis 1931. Il a été appelé précédemment Parque Olivos, Parque Bella Vista et Parque José Nasazzi.
Sa capacité officielle est de 5002 spectateurs assis, et environ 10 000 spectateurs au total.
L'entrée principale du stade se trouve avenue Lucas Obes.

## Historique
Le CA Bella Vista joue pour la première fois sur son terrain de la rue Lucas Obes en 1931, près d'une décennie après sa fondation. Le premier terrain du club, qui est promu en première division du championnat d'Uruguayen en 1923, se trouve au Parque Olivos, sur le site de l'actuel lycée San Francisco de Sales. En 1928, le club doit abandonner le terrain où des travaux sont entrepris par la ville, et joue par la suite de façon temporaire sur différents stades de la capitale uruguayenne.

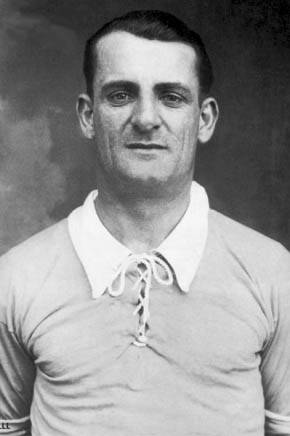
En 1934, le terrain est renommé José Nasazzi, en honneur du capitaine emblématique de Bella Vista.

En 1931, le club trouve enfin un terrain sur lequel s'installer de façon durable, rue Lucas Obes. Le terrain est appelé nuevo Parque Olivos par les uns, Parque Bella Vista par les autres.
En 1933, peu après l’avènement du football professionnel en Uruguay, le CA Bella Vista accepte de laisser partir son capitaine emblématique José Nasazzi, capitaine de l'équipe d'Uruguay championne du monde en titre, au Club National, l'un des deux grands clubs du pays. En signe de reconnaissance, Nasazzi offre à son ancien club les 800 pesos de sa prime de transfert, afin qu'il puisse y aménager les premières tribunes. Dès lors, le stade commence à être appelé Parque José Nasazzi, alors même que le joueur joue dans un club concurrent et vient parfois y jouer.
Le 16 décembre 1934, une fois les travaux de modernisation achevés, le Parque José Nasazzi est officiellement inauguré, à l'occasion d'un match de championnat face aux Wanderers. Plus tard, le nom de José Nasazzi sera également donné à une rue proche,.
En 1942, le club est relégué en Divisional B. Sept ans après, le club fête son premier titre dans son stade, en remportant le championnat, synonyme de retour en première division. Le 23 décembre 1990, Bella Vista y remporte pour la première fois le titre de champion d'Uruguay, officialisé après un match face au CA Cerro.
Le 7 octobre 2000, à l'occasion des 80 ans du club et d'un match amical de prestige avec l'Unión de Santa Fe, le stade, modernisé, est rebaptisé Estadio José Nasazzi. En 2022, il est de nouveau l'objet de travaux de remise en état, le club retrouvant le professionnalisme après plusieurs années au niveau amateur. 